# برزیل در المپیک تابستانی ۱۹۹۲
برزیل در بازی‌های المپیک تابستانی ۱۹۹۲ که در شهر بارسلونا اسپانیا برگزار شد، کاروان برزیل با ۱۹۵ ورزشکار در این رقابت‌ها شرکت کرد و موفق به کسب ۳ مدال (۲ طلا، ۱ نقره، ۰ برنز) شد. در جدول رتبه‌بندی توزیع مدال‌ها، برزیل در ردهٔ ۲۵ مسابقات قرار گرفت.